# Luís Antônio Neto
Luís Antônio Neto, detto Neto (Guaxupé, 3 novembre 1952), è un ex calciatore brasiliano, di ruolo difensore.

## Biografia
Nato nello Stato di Minas Gerais, in seguito al ritiro dal mondo del calcio ha svolto varie attività, tra cui quella di responsabile delle giovanili e di un servizio di sicurezza.

## Caratteristiche tecniche
Giocava come difensore centrale o laterale.

## Carriera

### Club
Giocò nel Caldense, suo primo club, prima di giungere al Santos nel 1976. La prima stagione con la maglia del Peixe fu caratterizzata dalla presenza nei mesi di settembre e ottobre; il debutto era avvenuto il 1º settembre 1976, al Pacaembu contro il Caxias. Nel 1977 fu utilizzato solamente quattro volte, tra il novembre e il dicembre di quell'anno. Nella stagione successiva fu invece impiegato con maggior regolarità, e raggiunse le nove presenze. L'ultima stagione con il Santos in massima serie fu la 1980, dodici partite tra il febbraio e il maggio 1980. Nel 1984, dopo aver militato in squadre minori del panorama calcistico nazionale, tornò a giocare in prima divisione, disputando tredici partite per il Santo André.

### Nazionale
Nel 1975 ottenne la convocazione per la Copa América. Tuttavia, non fu mai impiegato dal CT Brandão.

## Palmarès

### Club

#### Competizioni nazionali
- Campionato paulista: 1

Santos: 1978